# Jhonny Parima
Jhonny José Parima Rodríguez (Puerto La Cruz, Venezuela, 12 de febrero de 1997) es un futbolista venezolano-haitiano que juega como centrocampista en Anzoátegui FC de la Primera División de Venezuela.

## Carrera

### Portuguesa F. C.
Parima comenzó su carrera profesional en el Portuguesa Fútbol Club, donde jugó durante las temporadas 2014 y 2015.

### Deportivo Miranda F. C.
Posteriormente, en la temporada 2016-2017, Parima formó parte del Deportivo Miranda Fútbol Club, anteriormente conocido como Deportivo Petare. Este club, con sede en el estado Miranda, ha sido una plataforma para jóvenes talentos en Venezuela.

### Violette Athletic Club
En 2017, Parima se trasladó a Haití para unirse al Violette Athletic Club, uno de los clubes más históricos del país. Durante su estadía hasta 2024, se consolidó como una pieza clave en el mediocampo del equipo, participando en diversas competiciones nacionales e internacionales.

### Anzoátegui Fútbol Club
En 2025, Parima regresó a Venezuela para unirse al Anzoátegui Fútbol Club, equipo que había sido promovido recientemente a la Primera División. En la temporada 2024.

## Selección nacional
Tras su paso en la selección sub-20 de Venezuela en el 2016, Parima se decantaría por la selección de Haití.
En 2018 participó con la selección haitiana sub-21, donde disputó los Juegos Centroamericanos y del Caribe en Colombia. Disputó el partido contra El Salvador, que terminó con una victoria por 0-1. En dicho torneo, la selección de Haití no obtuvo el tercer puesto tras perder contra Honduras.

### Participaciones internacionales
| Competición                                  | Sede     | Resultado | Partidos | Goles | Asist. |
| -------------------------------------------- | -------- | --------- | -------- | ----- | ------ |
| Juegos Centroamericanos y del Caribe de 2018 | Colombia | 4.° lugar | 5        | 0     | 0      |

## Clubes
Actualizado al último partido disputado el 6 de mayo de 2025.
| Club                       | País      | Año       | Partidos | Goles |
| -------------------------- | --------- | --------- | -------- | ----- |
| Portuguesa FC              | Venezuela | 2014–2016 | 14       | 0     |
| Academia Puerto Cabello FC | Venezuela | 2015      | 2        | 0     |
| Deportivo Miranda FC       | Venezuela | 2019–2023 | 14       | 0     |
| Violette                   | Haití     | 2023–2024 | 6        | 0     |
| Anzoátegui FC              | Venezuela | 2025–     | 22       | 0     |